# Kill Karma
Kill Karma è il nono album in studio del cantautore italiano Nesli, pubblicato il 1º luglio 2016 dalla GoWild e dalla Universal Music Group.

## Descrizione
Anticipato a fine maggio dal singolo Equivale all'immenso, l'album è il secondo capitolo di una trilogia iniziata con il precedente album Andrà tutto bene, uscito l'anno precedente, e rappresenta la svolta spirituale del cantautore, il quale ha definito Kill Karma un album più «importante» nella sua carriera:
Dal punto di vista musicale, Kill Karma è caratterizzato da sonorità prettamente dance rock, con alcuni spunti hip hop e ballate definite «più intime e confidenziali» da Nesli.

## Tracce

### Edizione del 2016
1. Anima nera – 3:25
2. Equivale all'immenso – 3:29
3. Amore mio – 3:15
4. Io che ti cerco – 3:30
5. Piccola mia – 3:28
6. Se guardi il cielo – 3:04
7. L'amore torna sempre – 3:18
8. Perfettamente sbagliato – 3:24
9. L'orizzonte – 3:30
10. Allora ciao – 3:31
11. Vivere è ridere – 3:33

### Kill Karma - La mente è un'arma
1. Anima nera – 3:25
2. Equivale all'immenso – 3:29
3. Amore mio – 3:15
4. Do retta a te (feat. Alice Paba) – 3:31
5. Io che ti cerco – 3:30
6. Piccola mia – 3:28
7. Se guardi il cielo – 3:04
8. L'amore torna sempre – 3:18
9. Perfettamente sbagliato – 3:24
10. L'orizzonte – 3:30
11. Allora ciao – 3:31
12. Vivere è ridere – 3:33
13. Dove sto andando – 4:56
14. Tesoro con conta – 2:46
15. Do retta a te (versione originale) – 3:39

## Formazione
- Nesli – voce
- Brando – chitarra elettrica, slide guitar, basso elettrico, domra, cori
- Fabrizio Ferraguzzo – chitarra acustica, pedal steel guitar, basso acustico
- Roberto Cardelli – pianoforte, tastiera, sintetizzatore, cori
- Max Baldaccini – batteria, percussioni
- Donato Romano – cori
- Raffaella Aldieri – cori
- Le Gang – cori

## Classifiche
| Classifica (2016) | Posizione massima |
| ----------------- | ----------------- |
| Italia            | 2                 |